# Buckhurst Hill (metrostation)
Buckhurst Hill is een station van de metro van Londen aan de Central Line dat is geopend in 1856. Het station is het noordelijkste van de twee metrostations in de gemeente Buckhurst Hill, de andere is Roding Valley.

## Stoomtreinen
Het station werd geopend op 22 augustus 1856 als onderdeel van de zijtak van de Eastern Counties Railway (ECR) van Stratford naar Loughton. 
Aanvankelijk waren de perrons versprongen gelegd zodat uitstappers achter hun trein via de overweg het spoor konden oversteken. Het stationsgebouw uit 1856 staat aan het zuideinde van de perrons die in 1892 werden gebouwd. De ECR fuseerde in 1862 met andere spoorwegmaatschappijen in East Anglia tot de Great Eastern Railway (GER). In 1892 werd een nieuw stationsgebouw aan de Victoria Road gebouwd dat via een loopbrug met het noordeinde van de nieuwe perrons is verbonden. Het gebouw is vergelijkbaar met dat in Billericay dat eveneens werd ontworpen door W.N. Ashbee, destijds de hoofdarchitect van de GER. Door de spoorwegreorganisatie in 1923 ging de Great Eastern Railway op in de London and North Eastern Railway (LNER).

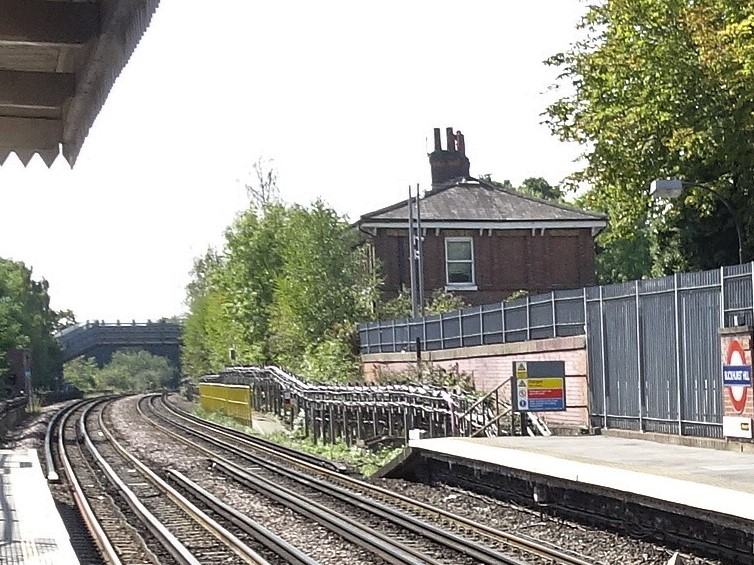
De plek van de voormalige overweg en het station uit 1856 ten zuiden van de perrons
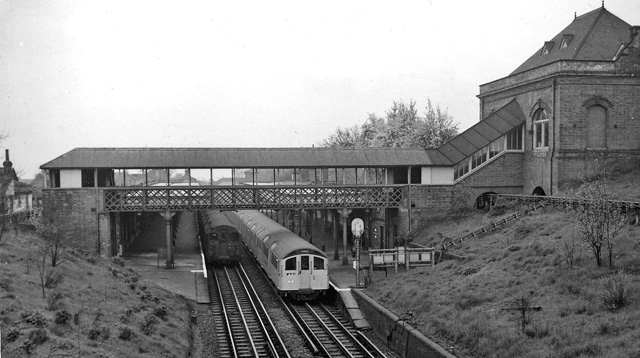
Buckhurst Hill gezien uit het noorden op 1 april 1961
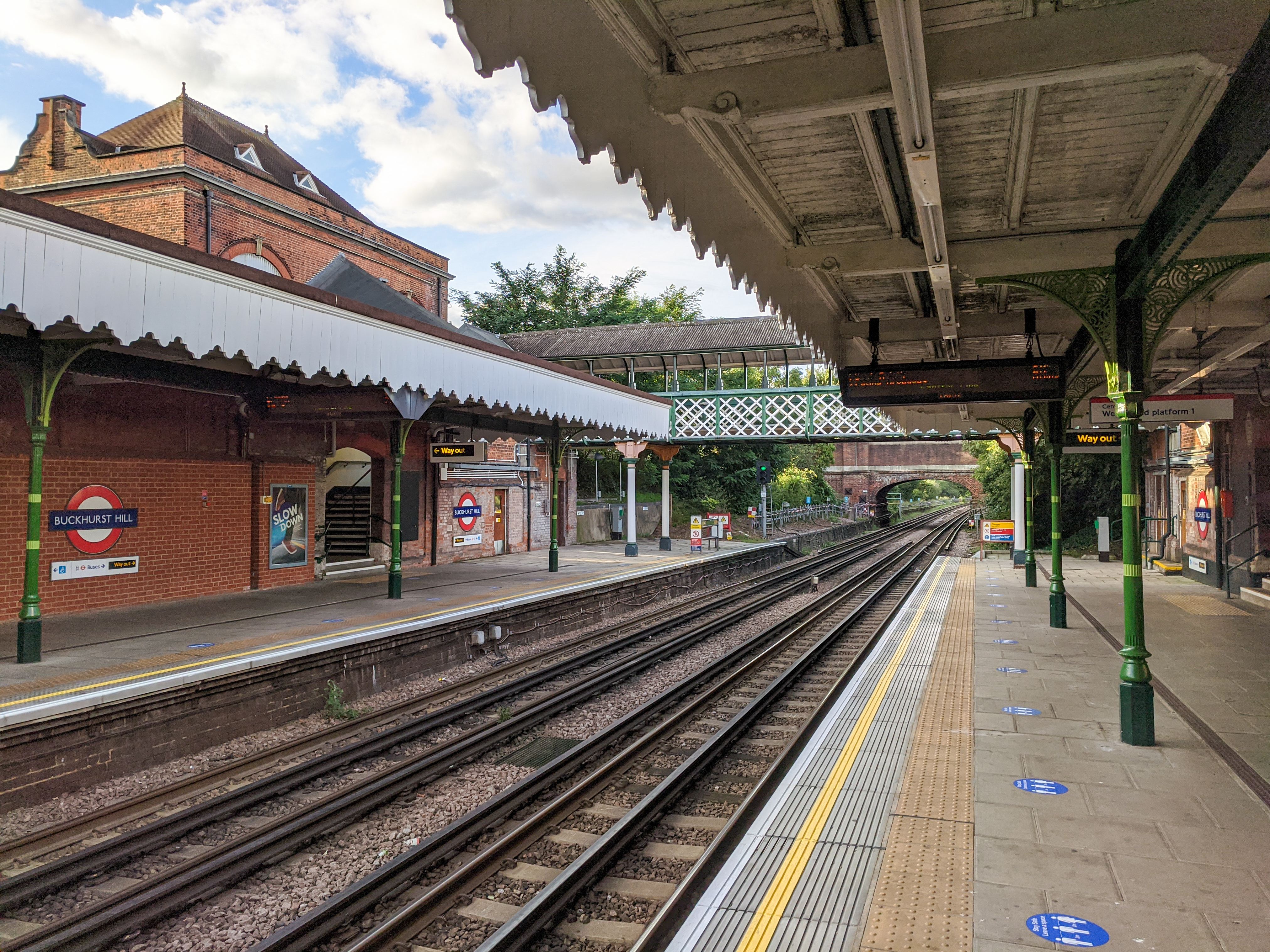
De Victoriaanse perrons langs de metrosporen in augustus 2020

## Underground
In 1933 werd het openbaar vervoer in Londen genationaliseerd in de Londen Passenger Transport Board (LPTB). LPTB kwam met het New Works Programme 1935-1940 om knelpunten in het metronet aan te pakken en nieuwe woonwijken op de metro aan te sluiten. Omdat LNER geen geld had om de voorstadslijn te elektrificeren voorzag het New Works Programme in de integratie van de lijn in het metronet. Door het uitbreken van de Tweede  Wereldoorlog werden de werkzaamheden voor de ombouw van de lijn in 1939 opgeschort. In 1946 hervatte de LNER de ombouw, maar het plan om de stations te herbouwen naar het voorbeeld van Loughton verviel door geldgebrek zodat het station in laat Victoriaanse stijl behouden bleef. In verband met de elektrificatie werd een voetgangerstunnel op de plaats van de voormalige overweg gebouwd om de twee delen van Queens Road te verbinden. Tegelijkertijd werden een paar uitgangen / ingangen aan de zuidkant van de perrons gebouwd die via de nieuwe onderdoorgang directe toegang gaven tot Lower Queens Road en Queens Road. Op 1 januari 1948 werden de Britse spoorwegen genationaliseerd in British Railways en op 21 november 1948 nam de Underground de reizigersdiensten over van British Railways, de goederendiensten werden nog tot 5 oktober 1970 door British Railways voortgezet tussen het metroverkeer. De toegangen aan het zuideinde van de perrons werden in 1982 gesloten, maar heropend in mei 2018 om het station rolstoeltoegankelijk te maken. Sinds 2007 is het het enige station in zone 5 aan het oostelijke deel van de Central Line zodat reizigers hoe dan ook een zonegrens passeren.